# Ringlestone
Ringlestone (Prononcez / Rɪŋɡəlstoʊn /) est un hameau entre les villages de Wormshill et Harrietsham dans le district de Maidstone. Relevant du civil parish de Wormshill, il ne doit pas être confondu avec la banlieue de Ringlestone à Maidstone.